# Rathaus (Beuthen)

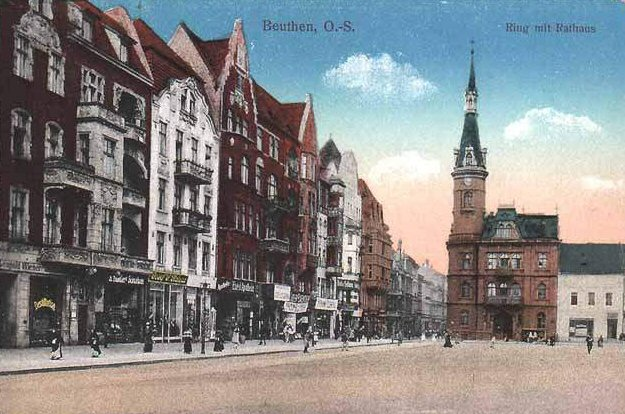
Der Ring mit dem Rathaus um 1925

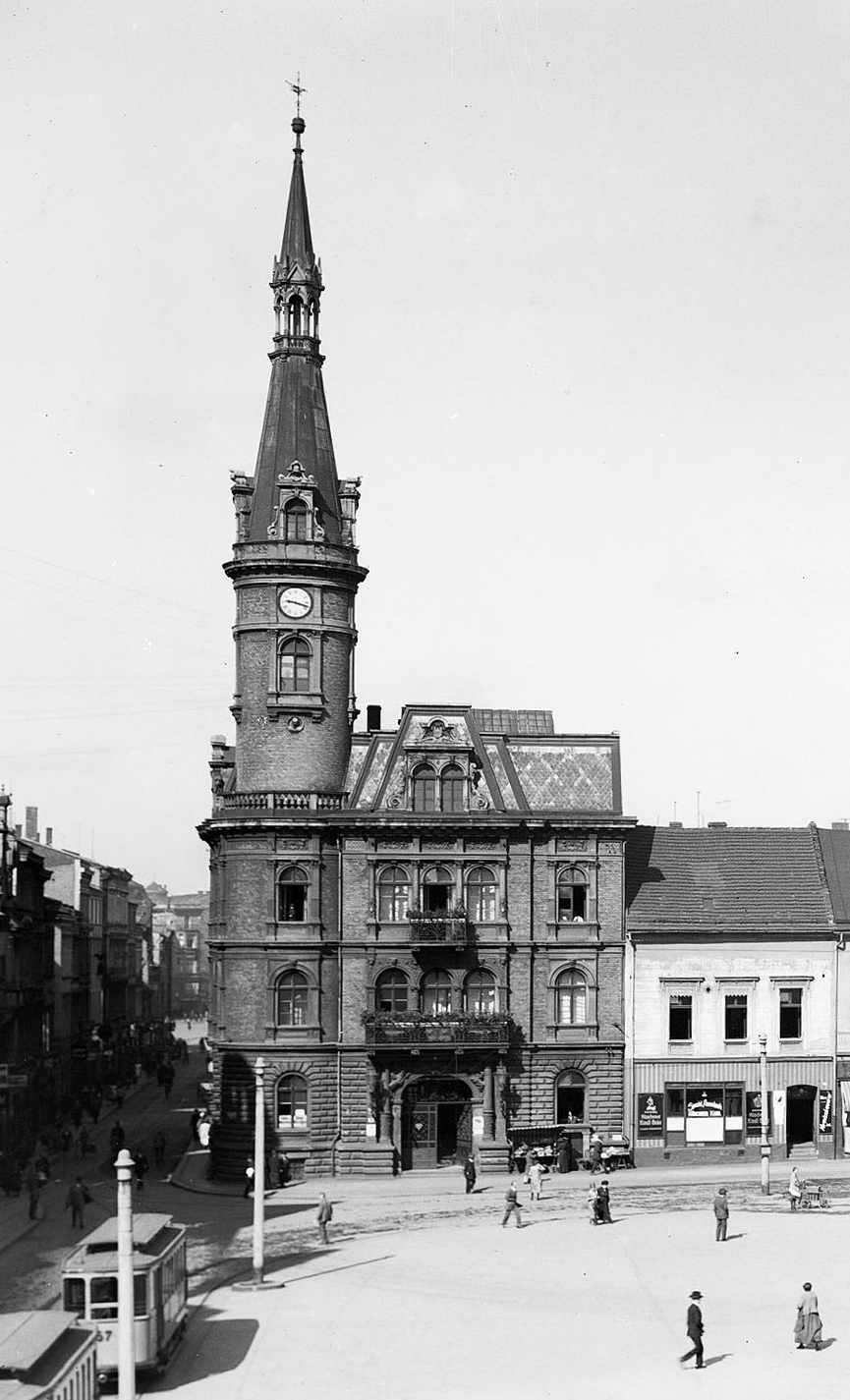
Rathaus mit Blick in die Gleiwitzer Straße

Das Rathaus in Beuthen befand sich bis 1945 an der Westseite des Rings.

## Geschichte
Das erste Rathaus von Beuthen wurde zwischen dem Ende des 13. Jahrhunderts und Anfang des 14. Jahrhunderts errichtet. Zwischen 1818 und 1826 wurde das Rathausgebäude umgebaut. 1848 erhielt es einen neugotischen Turm. 1877 wurde das Rathaus abgerissen.
An dessen Stelle wurde von 1879 bis 1880 ein historistisches Rathausgebäude im Stil der Neorenaissance erbaut. An der Südseite besaß das Rathaus einen runden Uhrenturm mit einer Höhe von 60 Metern.
Im Frühjahr 1945 wurde das Rathaus von sowjetischen Soldaten angezündet, danach vollständig abgerissen, der Bauplatz nicht mehr bebaut und zu einem öffentlichen Platz umgestaltet.